# Jean Morizur
Jean Morizur, né à Plonéour-Trez le 21 décembre 1919 et mort le 6 août 2003 à Brazzaville ( République du Congo) est un prêtre catholique de la Congrégation du Saint-Esprit.

## Biographie

### Le spiritain
Jean Morizur naît à Brignogan. Il fait sa première profession le 8 septembre 1928 à Orly et est ordonné prêtre le 29 juin 1943 à Chevilly-Larue et est ensuite nommé à Auteuil. Ayant gardé toute sa vie une vénération pour Daniel Brottier, missionnaire spiritain , c'est donc avec joie qu'il accueille cette affectation auprès de l'Association de laïcs d'Auteuil, qui deviendra plus tard la fondation des orphelins apprentis d'Auteuil.
En 1944, Monseigneur Paul Biéchy, alors archevêque de Brazzaville, recherche un confrère pour préparer et faire faire passer le baccalauréat aux séminaristes de Saint Paul de Mbamou, le petit séminaire. Le père Morizur est désigné par le Provincial. À la fin du mois d'avril 1945, à l'âge de vingt-cinq ans, il embarque sur le Hogard, et largue les amarres, en direction du Congo. Le capitaine du bateau lui aurait dit « Petit père, vous attraperez la "Congolite" dont vous ne vous débarrasserez pas ». 
Ce fut une parole de prophète car il y restera presque soixante ans, sans beaucoup revenir en France; sa famille se demandant à une époque s'il vivait toujours ! 
Il a été affecté aux différents missions suivantes :
- 1945 - 1954 : Curé au petit séminaire de Mbamou
- 1954 - 1957 : Curé de Saint-François d'Assise de Brazzaville
- 1957 - 1960 : Curé de la paroisse de l'église Saint-Joseph de Linzolo
- 1960 - 1976 : Vicaire général puis curé en 1965 de la paroisse du Plateau des 15 ans, initialement dénommée chapelle des Martyrs de l’Ouganda en 1951. Le père Morizur la débaptisera en Jésus-Ressuscité, le jour de Pâques de l'année 1967. Depuis le 30 mars 2008, la paroisse est devenue Jésus Ressuscité et de la Divine Miséricorde[2],[3],[4].
- 1976 - 1979 : Curé de Notre-Dame de Fatima à Mpila
- 1979 - 2003 ; Curé de Saint-François d'Assise de Brazzaville

Au petit séminaire, il a formé de jeunes séminaristes appelés plus tard aux hautes fonctions sacerdotales comme le cardinal Emile Biayenda. Il a également formé un grand nombre de cadres congolais au Centre d'enseignement supérieur de Brazzaville (CESB), précurseur de l'université Marien Ngouabi. 
En accueillant les fidèles de toutes les paroisses de Brazzaville pour y recevoir le sacrement désiré, Jean Morizur s'est attiré les inimitiés de ses confrères; mettant à mal, les idéaux pour une pastorale d'unité.

### L'entrepreneur et le bâtisseur
Le Breton Jean Morizur a à son actif la construction d'une dizaine d'églises à Brazzaville, de nombreux presbytères, du grand séminaire Cardinal Emile Biayenda, de l'Archevêché, de la Nonciature et de beaucoup d'autres bâtiments. Vers 1975, il dirigeait près de 120 ouvriers.
Dans les années 1980, Jean Morizur entreprendra des aménagements dans les différents bâtiments de la paroisse Saint-François d'Assise de Brazzaville.
Il se surnommait « le menhir ».

### Inhumation
Comme il l'avait toujours voulu, Jean Morizur a été inhumé en terre congolaise, au cours d'un grand enterrement  sur la place mariale de l'archevêché,